# Brian
Brian  è un nome proprio di persona inglese e irlandese maschile.

## Varianti
- Inglese: Bryan[1][2], Brayan[2], Brion[1], Bryon[1], Brien[2]
  - Femminili: Briana[3], Brianna[2][3], Brianne[2][3], Breana[3], Breann[3], Breanna[3], Breanne[3], Bryana[3], Bryanna[3], Bryanne[3], Breeanna[2], Breeanne[2]
  - Ipocoristici femminili: Bree[3]

### Varianti in altre lingue
- Polacco: Brajan[1]
- Portoghese brasiliano: Braian[1], Brayan[1]
- Spagnolo: Brayan[1]
  - Spagnolo latinoamericano: Braian[1]

## Origine e diffusione

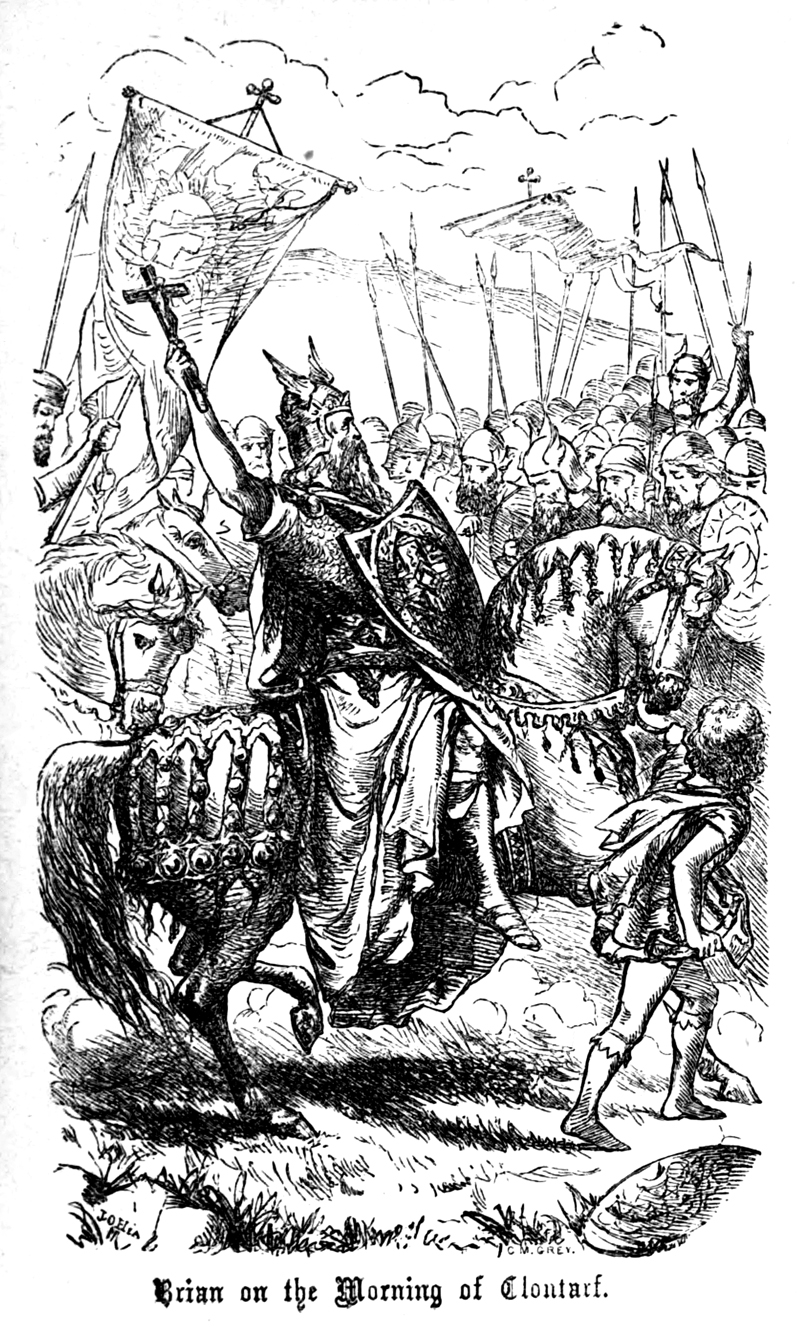
Re Brian Boru a Clontarf

Si tratta di un antico nome irlandese, dall'etimologia incerta, forse legato alle radici celtiche *brixs ("collina", "alto", in irlandese antico brií) o *brigā ("potere", "forza", in irlandese antico briíg), le stesse da cui proviene Brigida.
Venne portato da Brian Boru, re supremo d'Irlanda vissuto a cavallo tra X e XI secolo, che combatté contro i Vichinghi e perì nella Battaglia di Clontarf. Divenne particolarmente comune in Irlanda nel Medioevo, e venne introdotto in Inghilterra settentrionale da coloni Vichingo-gaelici; è attestato anche in Bretagna (forse sviluppatosi indipendentemente dalle stesse radici) e venne adottato dai Normanni, che a loro volta lo portarono in Inghilterra durante la conquista.
Il nome divenne raro fuori dall'Irlanda dopo il Medioevo, e venne riportato in voga nel XIX-XX secolo, entrando in molte zone nella lista dei dieci nomi più usati per i neonati. Dal nome sono derivati vari cognomi, come gli inglesi Bryan e Bryant (quest'ultimo a sua volta ripreso come nome) e gli irlandesi Ó Briain, O'Brian, e O'Brien.
La versione femminile (nella forma Briana) appare nell'opera di Spenser del 1590 La regina delle fate; rimase comunque rara fino agli anni 1970, quando la sua diffusione crebbe notevolmente negli Stati Uniti. Talvolta anche il nome Bryony viene usato come forma femminile di Brian, benché abbia tutt'altra origine.

## Onomastico
L'onomastico si festeggia il 12 marzo in ricordo di san Brian Boru, re e martire. Con questo nome si ricorda anche il beato Brian Lacy, martire assieme a John Mason e Sydney Hodgson, commemorato il 10 dicembre.

## Persone

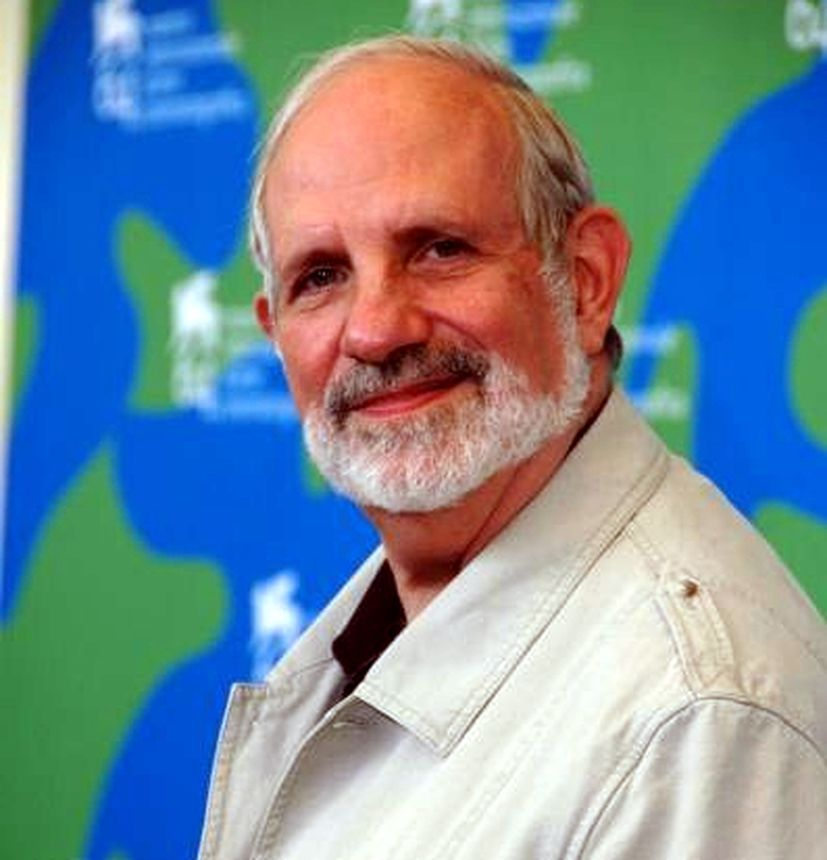
Brian De Palma

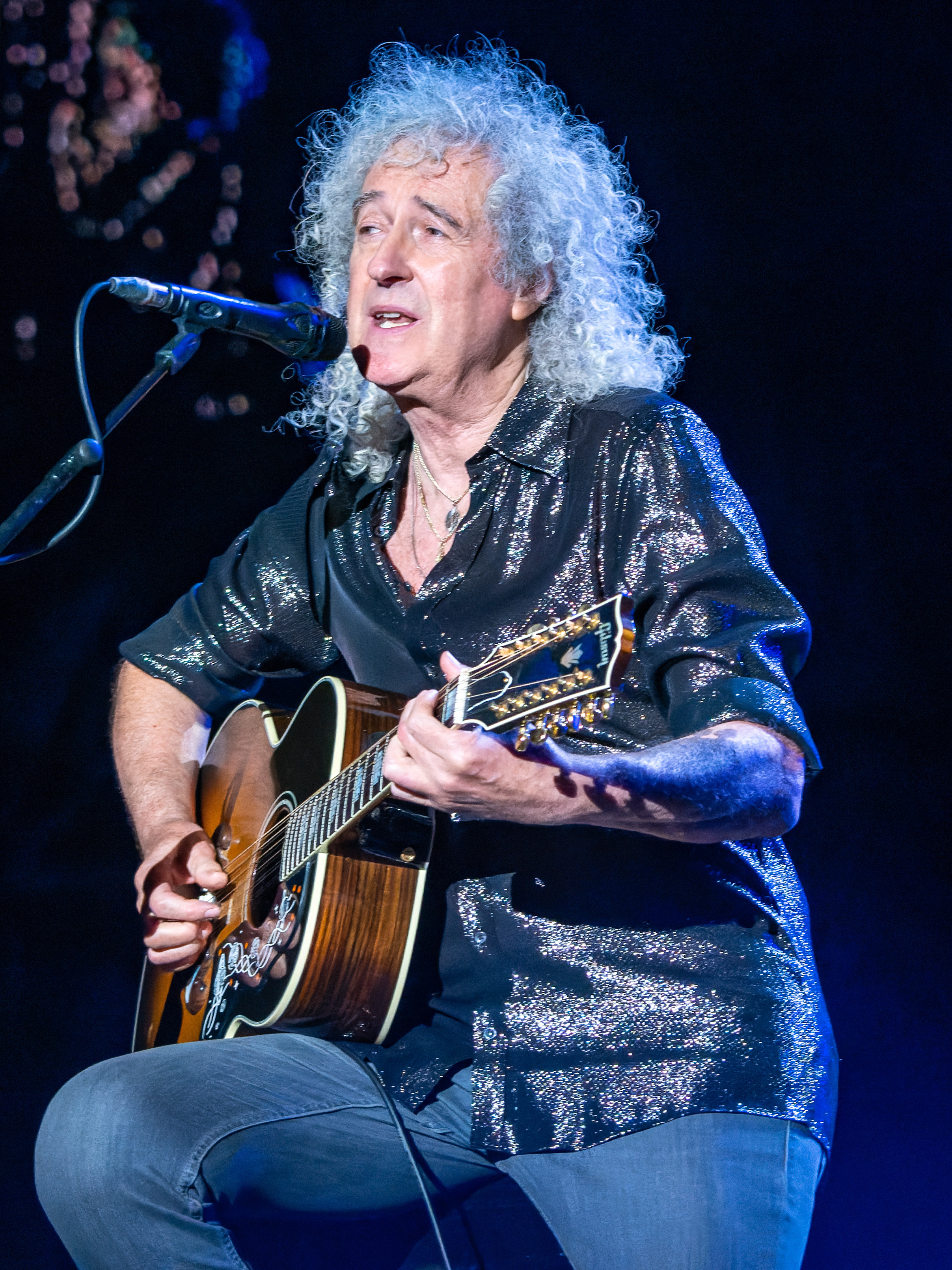
Brian May

- Brian Boru, sovrano supremo d'Irlanda
- Brian Clough, calciatore e allenatore di calcio britannico
- Brian De Palma, regista, sceneggiatore e produttore cinematografico statunitense
- Brian Eno, musicista, compositore e produttore discografico britannico
- Brian Austin Green, attore statunitense
- Brian Johnson, cantante britannico
- Brian Jones, polistrumentista britannico
- Brian Littrell, cantautore e musicista statunitense
- Brian May, chitarrista, cantautore e compositore britannico
- Brian Weiss, psichiatra e scrittore statunitense
- Brian Wilson, cantautore, musicista, compositore, arrangiatore e produttore discografico statunitense

### Variante Bryan

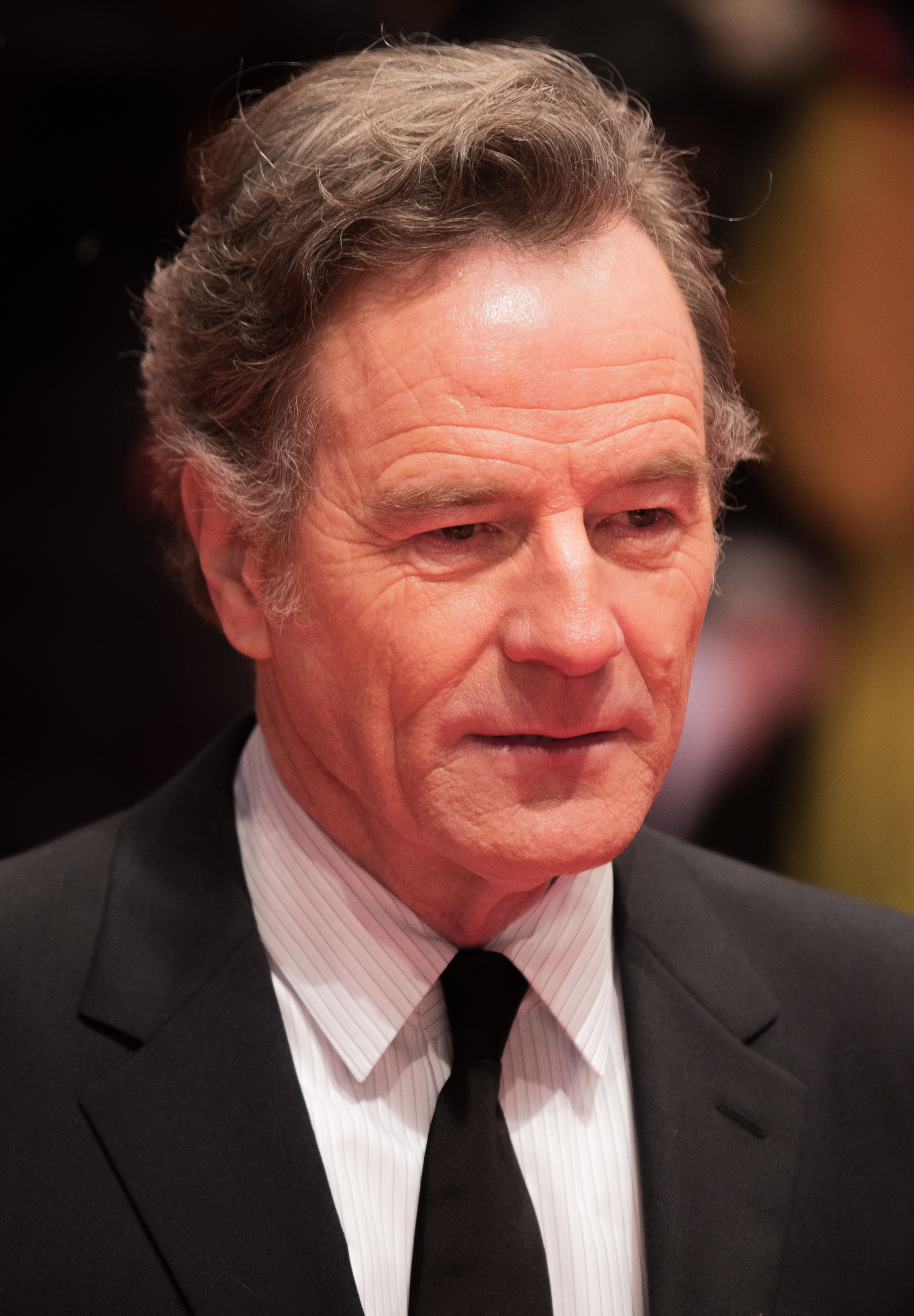
Bryan Cranston

- Bryan Adams, cantautore, chitarrista, armonicista, fotografo e attivista canadese
- Bryan Brown, attore australiano
- Bryan Cranston, attore, regista e produttore televisivo statunitense
- Bryan Cristante, calciatore italiano
- Bryan Donkin, ingegnere inglese
- Bryan Ferry, cantante, compositore e musicista britannico
- Bryan Greenberg, attore e musicista statunitense
- Bryan Habana, rugbista a 15 sudafricano
- Bryan Rice, cantautore danese
- Bryan Roy, calciatore, allenatore di calcio e dirigente sportivo olandese
- Bryan Singer, regista, sceneggiatore, produttore cinematografico e produttore televisivo statunitense

### Altre varianti maschili
- Brien FitzCount, nobile francese
- Brion Gysin, scrittore, poeta e pittore inglese
- Brion James, attore statunitense
- Brayan Perea, calciatore colombiano
- Bryon Russell, cestista statunitense

### Varianti femminili

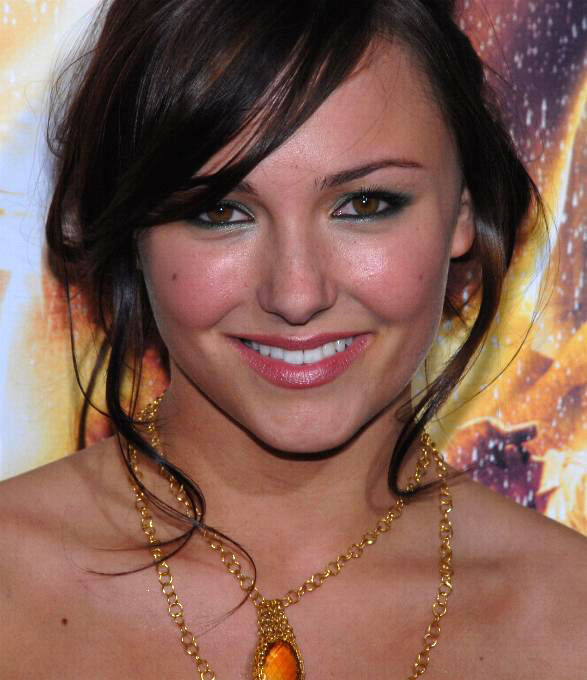
Briana Evigan

- Brianna Brown, attrice e produttrice cinematografica statunitense
- Brianna Carafa, scrittrice italiana
- Briana Evigan, attrice, ballerina, cantante e tastierista statunitense
- Brianna Hildebrand, attrice statunitense
- Brianna McNeal, ostacolista statunitense
- Breanna Stewart, cestista statunitense
- Briana Williams, velocista giamaicana
- Breanna Yde, attrice, cantante, doppiatrice e modella statunitense

## Il nome nelle arti
- Brian è un personaggio del film del 1979 Brian di Nazareth, diretto da Terry Jones
- Brianna è un personaggio del videogioco Star Wars: Knights of the Old Republic II: The Sith Lords.
- Brian Griffin è un personaggio della serie animata I Griffin.
- Bryan Fury è un personaggio della serie di videogiochi Tekken.
- Brian Kinney è un personaggio della serie televisiva Queer as Folk.
- Brian Moser è un personaggio del romanzo di Jeff Lindsay La mano sinistra di Dio e della serie televisiva Dexter.
- Brian O'Conner è un personaggio della serie cinematografica Fast and Furious.
- Brian O'Bria è un personaggio della serie televisiva omonima.
- Brian Slade è un personaggio del film del 1998 Velvet Goldmine, diretto da Todd Haynes.